# Audfinn Sigurdsson
Audfinn (latiniserat Andulfinus) Sigurdsson var biskop i Bergen från 1314 till sin död 1330. Hans födelseår är okänt. På biskopsstolen efterträdde han sin bror Arne Sigurdsson. Båda bröderna tycks ha haft samma utbildningsbakgrund. De hade båda studerat i Orléans, och båda hade tillägnat sig djupa kunskaper i kanonisk rätt, vilket kom att prägla deras tid som biskopar.
Föga är känt om Audfinns liv innan han blev biskop. Omkring 1308 tycks han ha befunnit sig i Rom på broderns uppdrag och 1311–12 var han på kyrkomötet i Vienne som fullmäktig för Bergens domkapitel. Audfinns biskopsgärning har däremot blivit väl dokumenterad genom Bergens kopiebok, vilken brodern Arne hade påbörjat. I denna bok kopierades och sparades all utgående korrespondens från biskopsstolen liksom en hel del inkommande brev, vilket ger en unik inblick i dåtidens kyrkliga maktspel.
Som biskop fullbordade Audfinn den kyrkopolitik som brodern Arne hade påbörjat. Han fortsatte broderns centraliseringspolitik och förbättrade biskopsdömets ekonomi genom utvidgat tionde. Samtidigt var han noga med att se till att de ökade intäkterna kom att direkt underställas biskopsmakten.
Audfinn var – liksom brodern hade varit – ständigt på vakt mot intrångsförsök i den egna maktsfären. I detta var hans djupa juridiska kunskaper honom till god hjälp och ledde till åtskilliga konflikter med både ärkebiskopen och den kungliga “kapellgeistligheten”, d.v.s. prästerskapet vid de kungliga kapellen. Detta prästerskap, som hade utvecklats ur det gamla hirdprästerskapet, hade under kung Håkon Magnusson omvandlats till en institution som var kungamaktens verktyg för att kontrollera kyrkan. Då påven gav kapellgeistligheten särskilda privilegier rörande tiondet, vilka Audfinn ansåg inkräkta på hans egen maktbas, drog han sig inte för att även kritisera påvedömet.
Audfinn mätte också sina krafter mot den världsliga makten. I striderna på 1320-talet mellan biskoparna och stormännen, vilka leddes av Erling Vidkunsson, intog Audfinn en ledande roll bland biskoparna. Konflikterna gällde främst tre frågor: 1) vilken kristenrätt som skulle vara gällande kyrkolag, 2) kyrkans krav på tionde av vissa intäkter samt 3) kyrkans domsrätt. Audfinn befäste och stärkte biskopsmakten samt upprätthöll Bergens starka ställning som kyrkopolitiskt centrum i ärkebiskopsdömet. Under hans ledning hölls två provinsialkoncilier i Bergen, 1320 och 1327.
Under Audfinns biskopstid inträffade den enda kända medeltida häxprocessen i Norge. År 1325 stod en kvinna som kallades Ragnhild Tregagås åtalad för trolldom. Bevisläget var gott: hon erkände själv och berättade villigt hur hon hade gått till väga. Därmed syntes en dödsdom vara oundviklig. Men biskop Audfinn, som själv har redogjort för fallet, ansåg det uppenbart att hon var mångalen (=sinnessjuk till följd av fullmånens inverkan) och därmed otillräknelig. Hon dömdes därför till botgöring. 